# أسود مينا
أسود مينا غليزان، هو نادي كرة قدم جزائري تأسس سنة 2009، ينشط حاليا في الرابطة الولائية لكرة القدم غليزان.